# Selección de fútbol sub-17 de India
La selección de fútbol sub-17 de India es el equipo representativo del país en las competiciones de la categoría. Su organización está a cargo de la All India Football Federation, miembro de la Confederación Asiática de Fútbol.

## Participaciones

### Copa Mundial Sub-17
| Año                         | Fase           | Posición     | PJ           | PG           | PE           | PP           | GF           | GC           |
| --------------------------- | -------------- | ------------ | ------------ | ------------ | ------------ | ------------ | ------------ | ------------ |
| China 1985                  | No clasificó   | No clasificó | No clasificó | No clasificó | No clasificó | No clasificó | No clasificó | No clasificó |
| Canadá 1987                 | No clasificó   | No clasificó | No clasificó | No clasificó | No clasificó | No clasificó | No clasificó | No clasificó |
| Escocia 1989                | No clasificó   | No clasificó | No clasificó | No clasificó | No clasificó | No clasificó | No clasificó | No clasificó |
| Italia 1991                 | No clasificó   | No clasificó | No clasificó | No clasificó | No clasificó | No clasificó | No clasificó | No clasificó |
| Japón 1993                  | No clasificó   | No clasificó | No clasificó | No clasificó | No clasificó | No clasificó | No clasificó | No clasificó |
| Ecuador 1995                | No clasificó   | No clasificó | No clasificó | No clasificó | No clasificó | No clasificó | No clasificó | No clasificó |
| Egipto 1997                 | No clasificó   | No clasificó | No clasificó | No clasificó | No clasificó | No clasificó | No clasificó | No clasificó |
| Nueva Zelanda 1999          | No clasificó   | No clasificó | No clasificó | No clasificó | No clasificó | No clasificó | No clasificó | No clasificó |
| Trinidad y Tobago 2001      | No clasificó   | No clasificó | No clasificó | No clasificó | No clasificó | No clasificó | No clasificó | No clasificó |
| Finlandia 2003              | No clasificó   | No clasificó | No clasificó | No clasificó | No clasificó | No clasificó | No clasificó | No clasificó |
| Perú 2005                   | No clasificó   | No clasificó | No clasificó | No clasificó | No clasificó | No clasificó | No clasificó | No clasificó |
| Corea del Sur 2007          | No clasificó   | No clasificó | No clasificó | No clasificó | No clasificó | No clasificó | No clasificó | No clasificó |
| Nigeria 2009                | No clasificó   | No clasificó | No clasificó | No clasificó | No clasificó | No clasificó | No clasificó | No clasificó |
| México 2011                 | No clasificó   | No clasificó | No clasificó | No clasificó | No clasificó | No clasificó | No clasificó | No clasificó |
| Emiratos Árabes Unidos 2013 | No clasificó   | No clasificó | No clasificó | No clasificó | No clasificó | No clasificó | No clasificó | No clasificó |
| Chile 2015                  | No clasificó   | No clasificó | No clasificó | No clasificó | No clasificó | No clasificó | No clasificó | No clasificó |
| India 2017                  | Fase de grupos | 24.º         | 3            | 0            | 0            | 3            | 1            | 9            |
| Brasil 2019                 | No clasificó   | No clasificó | No clasificó | No clasificó | No clasificó | No clasificó | No clasificó | No clasificó |
| Indonesia 2023              | No clasificó   | No clasificó | No clasificó | No clasificó | No clasificó | No clasificó | No clasificó | No clasificó |
| Total                       | 1/18           | 83.º         | 3            | 0            | 0            | 3            | 1            | 9            |

### Campeonato Sub-16 de la AFC
| AFC U-16 Championship | AFC U-16 Championship                      | AFC U-16 Championship                      | AFC U-16 Championship                      | AFC U-16 Championship                      | AFC U-16 Championship                      | AFC U-16 Championship                      | AFC U-16 Championship                      | AFC U-16 Championship |
| Sede/ Año             | Resultado                                  | J                                          | G                                          | E                                          | P                                          | GF                                         | GC                                         |                       |
| --------------------- | ------------------------------------------ | ------------------------------------------ | ------------------------------------------ | ------------------------------------------ | ------------------------------------------ | ------------------------------------------ | ------------------------------------------ | --------------------- |
| 1985                  | No se clasificó                            | No se clasificó                            | No se clasificó                            | No se clasificó                            | No se clasificó                            | No se clasificó                            | No se clasificó                            |                       |
| 1986                  | No se clasificó                            | No se clasificó                            | No se clasificó                            | No se clasificó                            | No se clasificó                            | No se clasificó                            | No se clasificó                            |                       |
| 1988                  | No se clasificó                            | No se clasificó                            | No se clasificó                            | No se clasificó                            | No se clasificó                            | No se clasificó                            | No se clasificó                            |                       |
| 1990                  | Fase de grupos                             | 3                                          | 1                                          | 0                                          | 2                                          | 2                                          | 2                                          |                       |
| 1992                  | No se clasificó                            | No se clasificó                            | No se clasificó                            | No se clasificó                            | No se clasificó                            | No se clasificó                            | No se clasificó                            |                       |
| 1994                  | No se clasificó                            | No se clasificó                            | No se clasificó                            | No se clasificó                            | No se clasificó                            | No se clasificó                            | No se clasificó                            |                       |
| 1996                  | Fase de grupos                             | 4                                          | 1                                          | 0                                          | 3                                          | 6                                          | 16                                         |                       |
| 1998                  | No se clasificó                            | No se clasificó                            | No se clasificó                            | No se clasificó                            | No se clasificó                            | No se clasificó                            | No se clasificó                            |                       |
| 2000                  | No se clasificó                            | No se clasificó                            | No se clasificó                            | No se clasificó                            | No se clasificó                            | No se clasificó                            | No se clasificó                            |                       |
| 2002                  | Cuartos de final                           | 4                                          | 1                                          | 1                                          | 2                                          | 7                                          | 9                                          |                       |
| 2004                  | Fase de grupos                             | 3                                          | 1                                          | 0                                          | 2                                          | 3                                          | 4                                          |                       |
| 2006                  | No se clasificó                            | No se clasificó                            | No se clasificó                            | No se clasificó                            | No se clasificó                            | No se clasificó                            | No se clasificó                            |                       |
| 2008                  | Fase de grupos                             | 3                                          | 1                                          | 0                                          | 2                                          | 3                                          | 8                                          |                       |
| 2010                  | No se clasificó                            | No se clasificó                            | No se clasificó                            | No se clasificó                            | No se clasificó                            | No se clasificó                            | No se clasificó                            |                       |
| 2012                  | Fase de grupos                             | 3                                          | 0                                          | 2                                          | 1                                          | 4                                          | 5                                          |                       |
| 2014                  | No se clasificó                            | No se clasificó                            | No se clasificó                            | No se clasificó                            | No se clasificó                            | No se clasificó                            | No se clasificó                            |                       |
| 2016                  | Fase de grupos                             | 3                                          | 0                                          | 1                                          | 2                                          | 5                                          | 9                                          |                       |
| 2018                  | Cuartos de final                           | 4                                          | 1                                          | 2                                          | 1                                          | 1                                          | 1                                          |                       |
| 2020                  | Cancelado debido a la pandemia de COVID-19 | Cancelado debido a la pandemia de COVID-19 | Cancelado debido a la pandemia de COVID-19 | Cancelado debido a la pandemia de COVID-19 | Cancelado debido a la pandemia de COVID-19 | Cancelado debido a la pandemia de COVID-19 | Cancelado debido a la pandemia de COVID-19 |                       |
| 2023                  | Fase de grupos                             | 3                                          | 0                                          | 1                                          | 2                                          | 5                                          | 10                                         |                       |
| Total                 | 8/18                                       | 34                                         | 12                                         | 6                                          | 15                                         | 53                                         | 58                                         |                       |

### Campeonato Sub-16 de la SAFF
| SAFF U-16 Championship | SAFF U-16 Championship | SAFF U-16 Championship | SAFF U-16 Championship | SAFF U-16 Championship | SAFF U-16 Championship | SAFF U-16 Championship | SAFF U-16 Championship | SAFF U-16 Championship |
| Sede/ Año              | Resultado              | J                      | G                      | E                      | P                      | GF                     | GC                     |                        |
| ---------------------- | ---------------------- | ---------------------- | ---------------------- | ---------------------- | ---------------------- | ---------------------- | ---------------------- | ---------------------- |
| 2015                   | Finalista              | 4                      | 2                      | 0                      | 2                      | 8                      | 3                      |                        |
| 2017                   | Campeón                | 4                      | 4                      | 0                      | 0                      | 16                     | 2                      |                        |
| Total                  | 2/2                    | 8                      | 6                      | 0                      | 2                      | 16                     | 5                      |                        |